# Woody Island (Queensland)
Woody Island ist eine kleine Insel rund 25 Kilometer nordöstlich von Port Douglas an der Korallenmeerküste im nördlichen Queensland, in der Trinity Bay.
Mit der benachbarten kleineren Low Island, die knapp 600 Meter nordwestlich innerhalb des gemeinsamen Korallenriffs liegt, bildet es die Low Isles. Woody Island ist eine unbewohnte Korallen- und Mangroveninsel.